# Dekanat Reutlingen-Zwiefalten
Das Dekanat Reutlingen-Zwiefalten ist eines von 25 Dekanaten in der römisch-katholischen Diözese Rottenburg-Stuttgart. Der Dekanatssitz befindet sich in Reutlingen.

## Gliederung

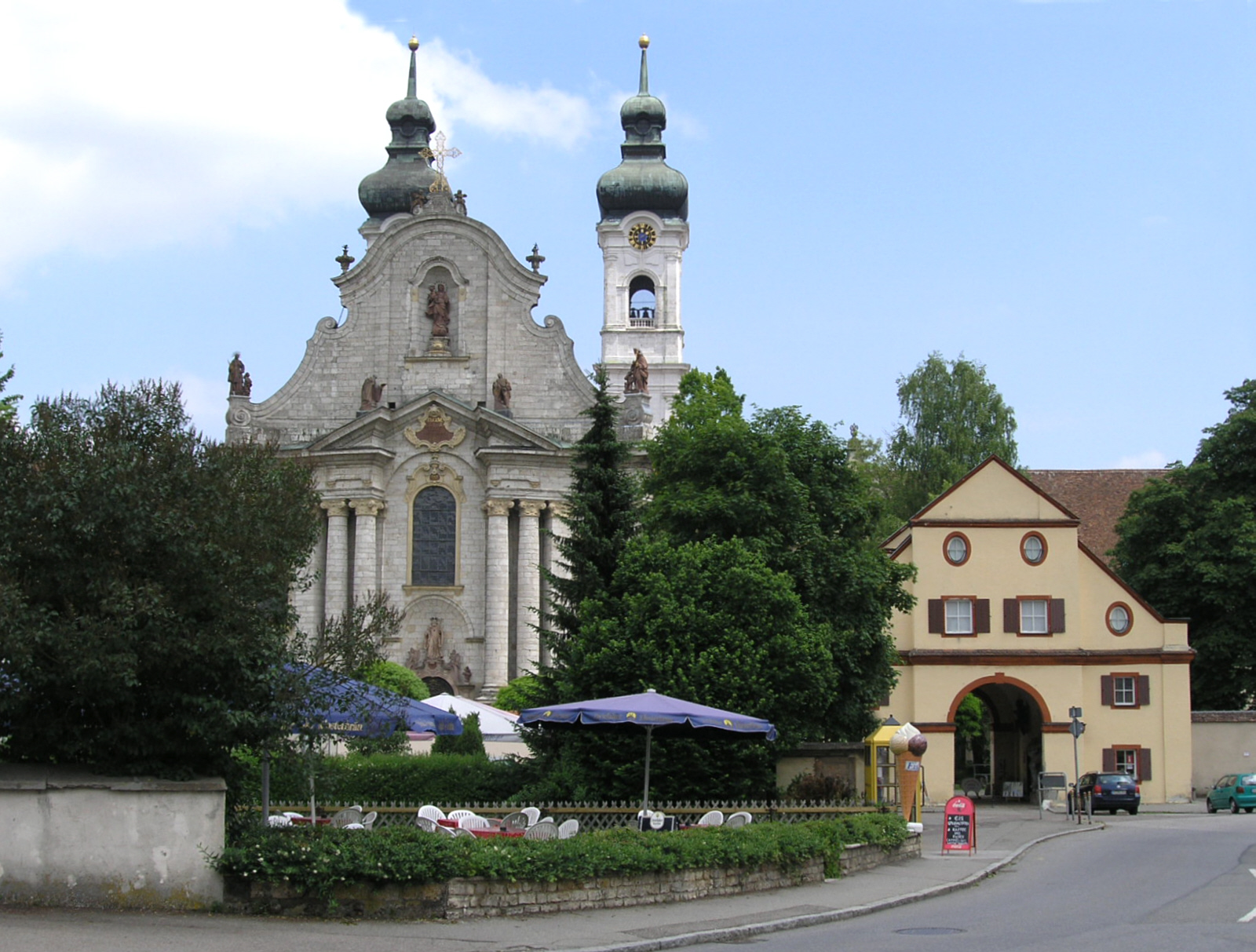
Das Zwiefalter Münster ist die größte Kirche im Dekanat

Das Dekanat Reutlingen-Zwiefalten wurde 2007 aus den Dekanaten Reutlingen und Zwiefalten gegründet, ist eine Körperschaft des öffentlichen Rechts und umfasst das Gebiet des Landkreises Reutlingen. Das Gebiet ist hauptsächlich protestantisch geprägt, sodass die katholische Bevölkerung nur zirka 25 % ausmacht. Die Leitung des Dekanats liegt beim Dekanatsrat der aus Vertretern aller Seelsorgeeinheiten und verschiedener Verbände sowie dem Dekan, seinem Stellvertreter, dem Geschäftsführer und Rechnungsführer besteht. Außerdem gibt es noch einen geschäftsführenden Ausschuss, der den Dekanatsrat vertritt und die laufenden Aufgaben wahrnimmt.
Die Seelsorgeeinheiten (SE) sind:
- SE 1 Reutlingen-Nord/Pliezhausen
(Gemeinden: Reutlingen – St. Andreas, Pliezhausen – St. Franziskus)
- SE 2 Reutlingen-Mitte/Eningen
(Gemeinden: Reutlingen – St. Wolfgang, Reutlingen – St. Peter und Paul, Eningen – Zu Unserer Lieben Frau)
- SE 3 Reutlingen-Südwest (seit dem 1. Januar 2015 Gemeinde St. Lukas Reutlingen)
(Gemeinden: Reutlingen – Hl. Geist, Reutlingen-Betzingen – Zum hl. Bruder Klaus)
- SE 4a Bad Urach
(Gemeinde: St. Josef)
- SE 4b Metzingen
(Gemeinden: Metzingen – St. Bonifatius, Ital. Gemeinde San Bruno, Kroat. Gemeinde Sveti Nikola Tavelic)
- SE 5 Echaztal (seit dem 1. Januar 2020 Gemeinde St. Wolfgang)
(Gemeinden: Pfullingen – St. Wolfgang, Unterhausen – Bruder Konrad)
- SE 6 Münsingen
(Gemeinden: Münsingen – Christus König, Bichishausen – St. Gallus, Bremelau – St. Otmar, Magolsheim – St. Dionysius)
- SE 7 Engstingen-Hohenstein
(Gemeinden: Großengstingen – St. Martin, Eglingen – St. Wolfgang, Oberstetten – Hl. Kreuz)
- SE 8 Zwiefalter Alb
(Gemeinden: Zwiefalten – Münster Unserer Lieben Frau mit Huldstetten – St. Nikolaus, Mörsingen – St. Gallus, Upflamör – St. Blasius; Hayingen – St. Vitus mit Ehestetten – St. Nikolaus, Indelhausen – St. Urban, Münzdorf – St. Bernhard; Pfronstetten – St. Nikolaus mit Aichelau – St. Laurentius, Tigerfeld – St. Stephan, Trochtelfingen-Wilsingen – St. Georg)